# Ethan Pitman
Ethan Pitman (10 giugno 1997) è un tuffatore canadese.

## Biografia
Ha rappresentato il Canada ai campionati mondiali di nuoto di Budapest 2017 dove ha concluso con l'eliminazione nel turno preliminare nella piattaforma 10 metri, terminando la gara al ventunesimo posto, alle spalle del connazionale Vincent Riendeau.
Alle Universiadi di Napoli 2019 ha vinto la medaglia di bronzo nel sincro 10 metri, in coppia con Laurent Gosselin-Paradis. È giunta sesta nella gara a squadre mista.

## Palmarès
- Universiadi

Napoli 2019: bronzo nella piattaforma 10 m sincro;